# لوري ليزلي
لوري ليزلي (بالإنجليزية: Lawrie Leslie)‏ هو لاعب كرة قدم بريطاني في مركز حراسة المرمى، ولد في 17 مارس 1935 في إدنبرة في المملكة المتحدة، وتوفي في 4 يونيو 2019. شارك مع منتخب اسكتلندا لكرة القدم. أما مع النوادي، فقد لعب مع ستوك سيتي ونادي أردريونيانز ونادي ساوثيند يونايتد ونادي ميلوول ونادي هيبرنيان ووست هام يونايتد.

## وصلات خارجية
- لوري ليزلي على موقع الاتحاد الإسكتلندي (الإنجليزية)